# Майер, Иоганн Тобиас
Иоганн Тобиас Майер (нем. Johann Tobias Mayer; 5 мая 1752 — 30 ноября 1830) — немецкий физик XVIII—XIX века. В свое время был широко известен благодаря своим учебникам математики и естественных наук. Его известный учебник по физике «Anfangsgründe der Naturlehre zum Behuf der Vorlesungen über die Experimental-Physik» (пер. с нем. «Начало натуральной философии для лекций по экспериментальной физике»), написанный в 1801 году, стал наиболее влиятельным в немецкоязычных странах своего времени. Исследования Майера в областях экспериментальной физики и астрономии печатались в научном журнале Annalen der Physik (пер. с нем. «Анналы физики»).
Иоганна Майера не следует путать с его известным отцом — астрономом Иоганном Тобиасом Майером

## Жизнь
Майер родился в Геттингене, был первым сыном в семье Марии и Тобиаса Майеров. Его отец — известный Геттингенский профессор географии, физики и астрономии, скончался в 1762 году, когда Иоганну было всего 10 лет. В 1769 году Майер начал изучать богословие и философию в недавно созданном Геттингенском университете Георга-Августа под руководством Авраама Кестнера и позже Георга Лихтенберга. После окончания обучения в 1773 году работал астрономом и лектором по математике. 17 февраля 1779 года Майер был приглашён в университет Альтдорфа, где преподавал с 1780 по 1786 год. После этого, из-за недовольства размерами своих гонораров, он начал преподавать математику и физику в университете Эрлангена — Нюрнберга. После смерти Лихтенберга, в 1799 году, Майер занял его должность в Геттингене.
Среди студентов Майера был Энно Хирен Дирксен, который, после получения в 1820 году степени доктора, учил Карла Густава Якоби. У Майера с женой Иоанной было пятеро детей. Он умер в ноябре 1830 года в Геттингене. К этому моменту он уже 50-й год находился в звании профессора.

## Деятельность
Основным достижением Майера стали написанные им учебники, а не научные открытия. В этом заключается его существенный исторический вклад как педагога.
Среди научных результатов Майера можно отметить вывод формулы атмосферной рефракции, которая была открыта еще его отцом, но без доказательства. По данным немецкого математика Франца Леммермейера (нем. Franz Lemmermeyer), Майеру принадлежит одно из доказательств теоремы Пифагора, обычно приписываемое Леонардо да Винчи.
На основе широких экспериментов, которые Майер проводил, находясь в Эрлангене, в 1791 году была опубликована статья «Ueber die Gesetze und Modificationen des Warmestoffs» (пер. с нем. «Законы превращения тепла в веществе»). В ней он выступил против теории флогистона и поддержал идеи Лавуазье, что дало мощный толчок для их широкого распространения на территории Германии.
Кроме того, в своём учебнике 1801 года Майер изложил теорию цвета и магнитную теорию. В научных газетах публиковалось много осуществлённых им астрономических наблюдений.